# Hamish St. Clair-Erskine
James Alexander Wedderburn St. Clair-Erskine, dit Hamish St. Clair-Erskine né le 23 août 1909 et mort le 17 décembre 1973, est un aristocrate anglais esthète qui fit partie du cercle de Nancy Mitford.

## Formation
James Alexander Wedderburn (surnommé Hamish) St. Clair-Erskine est le fils de James St Clair-Erskine, 5e comte de Rosslyn (1869-1939). Il a deux sœurs, Mary St Clair-Erskine Dunn Campbell McCabe Dunn (1912-1993) et Rosabelle St Clair-Erskine (1891-1956); et un frère, Francis St Clair-Erskine, Lord Loughborough (1892-1929).
Il poursuit ses études à Eton, où il nourrit une tendre amitié pour Tom Mitford, puis il est étudiant à Oxford, où il est ami avec le poète John Betjeman. Dans les Letters éditées par la fille de Betjeman, Candida Lycett Green, et publiées en 1996, elle se souvient comme son père et St. Clair-Erskine « sortait avec des automobiles rapides, conduisant toute la nuit dans le plat pays près de Coolham. ». D'après le Journal de James Lees-Milne : « À Oxford, il avait une allure absolument enchanteresse – malicieux, avec des yeux scintillants, des sourcils obliques. Il était plutôt mince, très bien habillé, assez maniéré et d'un snobisme absolu, terriblement conscient de sa noblesse [...] le dessus du panier de l'université. ». Il était ami à Oxford d'Evelyn Waugh.

## Carrière
Pendant la Seconde Guerre mondiale, St. Clair-Erskine combattit comme major dans les Coldstream Guards, s'échappa d'un camp de prisonnier et parcourut à pied toute l'Italie pour rejoindre les troupes alliées. Il fut décoré de la Military Cross en 1943,.
Il traduit avec Anthony Rhodes en 1969 Tapestries de Mercedes Viale Ferrero.
Il aimait tenir compagnie à Daisy Fellowes et Enid Kenmare.

## Vie privée
Hamish St. Clair-Erskine était homosexuel, mais Nancy Mitford tomba amoureuse de lui, et c'est à cause de cet amour non réciproque qu'elle fit une tentative de suicide et écrivit son premier roman, Highland Fling. Le personnage masculin principal de ce roman est totalement inspiré de St. Clair-Erskine,.
Dans les années 1920, il est ami d'Aileen Sibell Mary Guinness et de l'Hon. Brinsley Sheridan Bushe Plunket ; il est souvent invité dans leur résidence, le château de Luttrellstown, dans le comté de Dublin.
Il compte aussi dans ses amis Patrick Leigh Fermor  et sa femme Joan: dans les années 1940, les trois voyagent en voiture en France, jusqu'en Italie et plus tard Joan accompagne Peter Quennell et St. Clair-Erskine en Sicile, où elle devait faire les photographies de l'article que Quennell était en train d'écrire.
À la mort de St. Clair-Erskine en 1973, Alan Pryce-Jones le décrit comme une « apparition lumineuse qui avait autrefois éclaboussé tout le monde comme un martin-pêcheur : tout en couleur, éclat et courage [...] [il avait trouvé] une petite place dans un monde qui s'était détourné de ce charmeur désintéressé dont le seul don durable était son charme. ».

## Héritage
Le peintre Adrian Daintrey fit son portrait, vendu chez Christie's le 25 août 2005.